# Sudan i olympiska sommarspelen 2008
Sudan deltog i de olympiska sommarspelen 2008 med en trupp bestående av nio deltagare, fem män och fyra kvinna. Ismail Ahmed Ismail fick silver på 800 meter. Detta var Sudans första olympiska medalj.

## Medaljörer
| Medalj | Namn                | Sport     | Gren                |
| ------ | ------------------- | --------- | ------------------- |
| Silver | Ismail Ahmed Ismail | Friidrott | Friidrott 800 meter |

## Friidrott
- Huvudartikel: Friidrott vid olympiska sommarspelen 2008

Förkortningar
- Noteringar – Placeringarna avser endast löparens eget heat
- Q = Kvalificerad till nästa omgång
- q = Kvalificerade sig till nästa omgång som den snabbaste idrottaren eller, i fältgrenarna, via placering utan att uppnå kvalgränsen.
- NR = Nationellt rekord
- N/A = Omgången ingick inte i grenen
- Bye = Idrottaren behövde inte delta i denna omgång

Herrar
Bana och landsväg
| Idrottare             | Gren    | Heat     | Heat      | Semifinal        | Semifinal        | Final            | Final            |
| Idrottare             | Gren    | Resultat | Placering | Resultat         | Placering        | Resultat         | Placering        |
| --------------------- | ------- | -------- | --------- | ---------------- | ---------------- | ---------------- | ---------------- |
| Abdalla Abdelgadir    | 1 500 m | 3:47.65  | 13        | Gick inte vidare | Gick inte vidare | Gick inte vidare | Gick inte vidare |
| Nagmeldin Ali Abubakr | 400 m   | 47.12    | 8         | Gick inte vidare | Gick inte vidare | Gick inte vidare | Gick inte vidare |
| Ismail Ahmed Ismail   | 800 m   | 1:45.87  | 2 Q       | 1:44.91          | 2 Q              | 1:44.70          | 2                |
| Abubaker Kaki         | 800 m   | 1:46.98  | 1 Q       | 1:49.19          | 8                | Gick inte vidare | Gick inte vidare |

Damer
Bana & landsväg
| Idrottare       | Gren           | Heat     | Heat      | Semifinal        | Semifinal        | Final            | Final            |
| Idrottare       | Gren           | Resultat | Placering | Resultat         | Placering        | Resultat         | Placering        |
| --------------- | -------------- | -------- | --------- | ---------------- | ---------------- | ---------------- | ---------------- |
| Muna Jabir Adam | 400 m häck     | 57.16    | 5         | Gick inte vidare | Gick inte vidare | Gick inte vidare | Gick inte vidare |
| Muna Durka      | 3 000 m hinder | 9:53.09  | 9         | i.u.             | i.u.             | Gick inte vidare | Gick inte vidare |
| Nawal El Jack   | 400 m          | 52.77    | 3 Q       | 54.18            | 8                | Gick inte vidare | Gick inte vidare |

Fältgrenar
| Idrottare     | Gren    | Kval  | Kval      | Final            | Final            |
| Idrottare     | Gren    | Längd | Placering | Längd            | Placering        |
| ------------- | ------- | ----- | --------- | ---------------- | ---------------- |
| Yamilé Aldama | Tresteg | NM    | —         | Gick inte vidare | Gick inte vidare |

## Simning
- Huvudartikel: Simning vid olympiska sommarspelen 2008